# Eragrostis

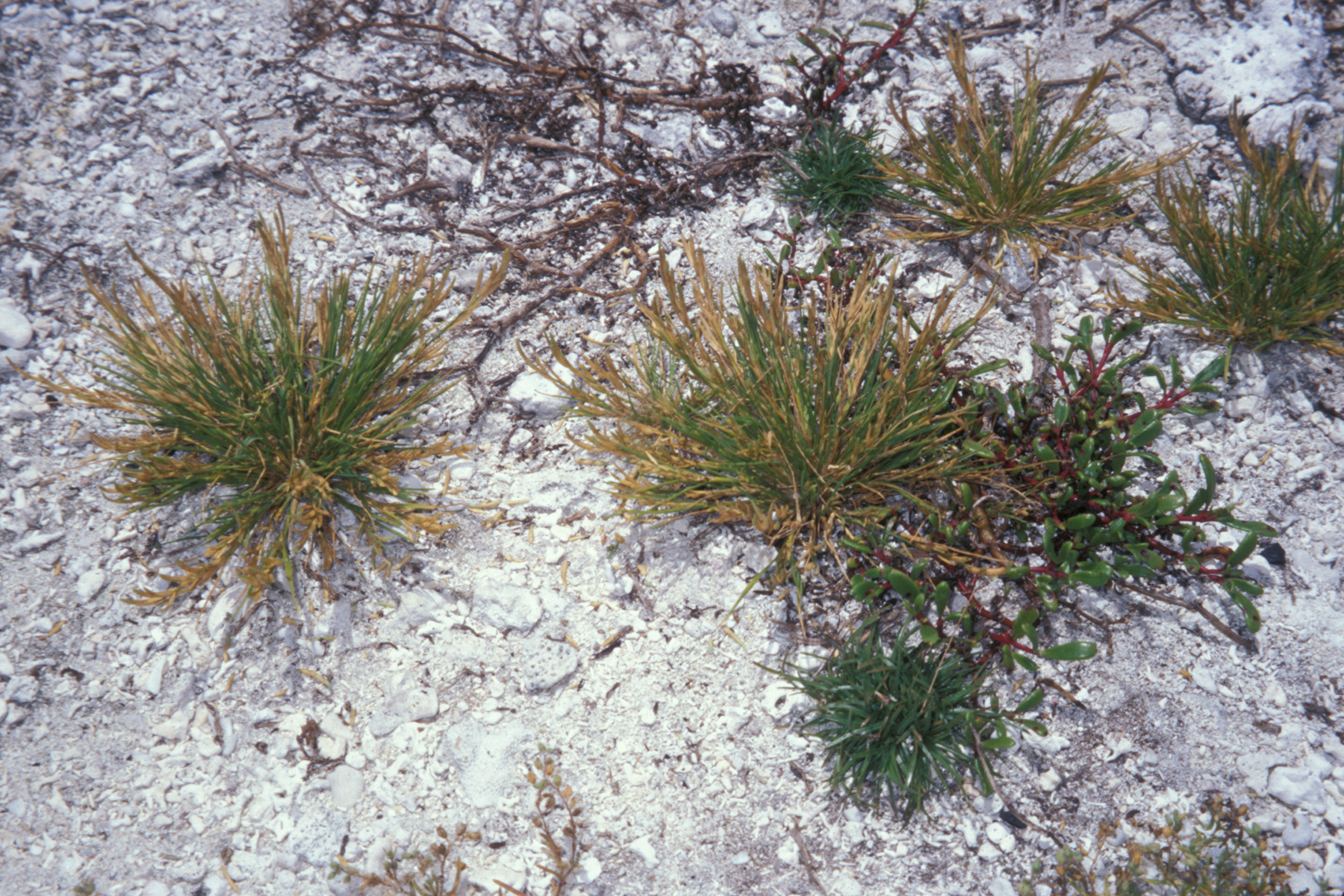
Eragrostis paupera.

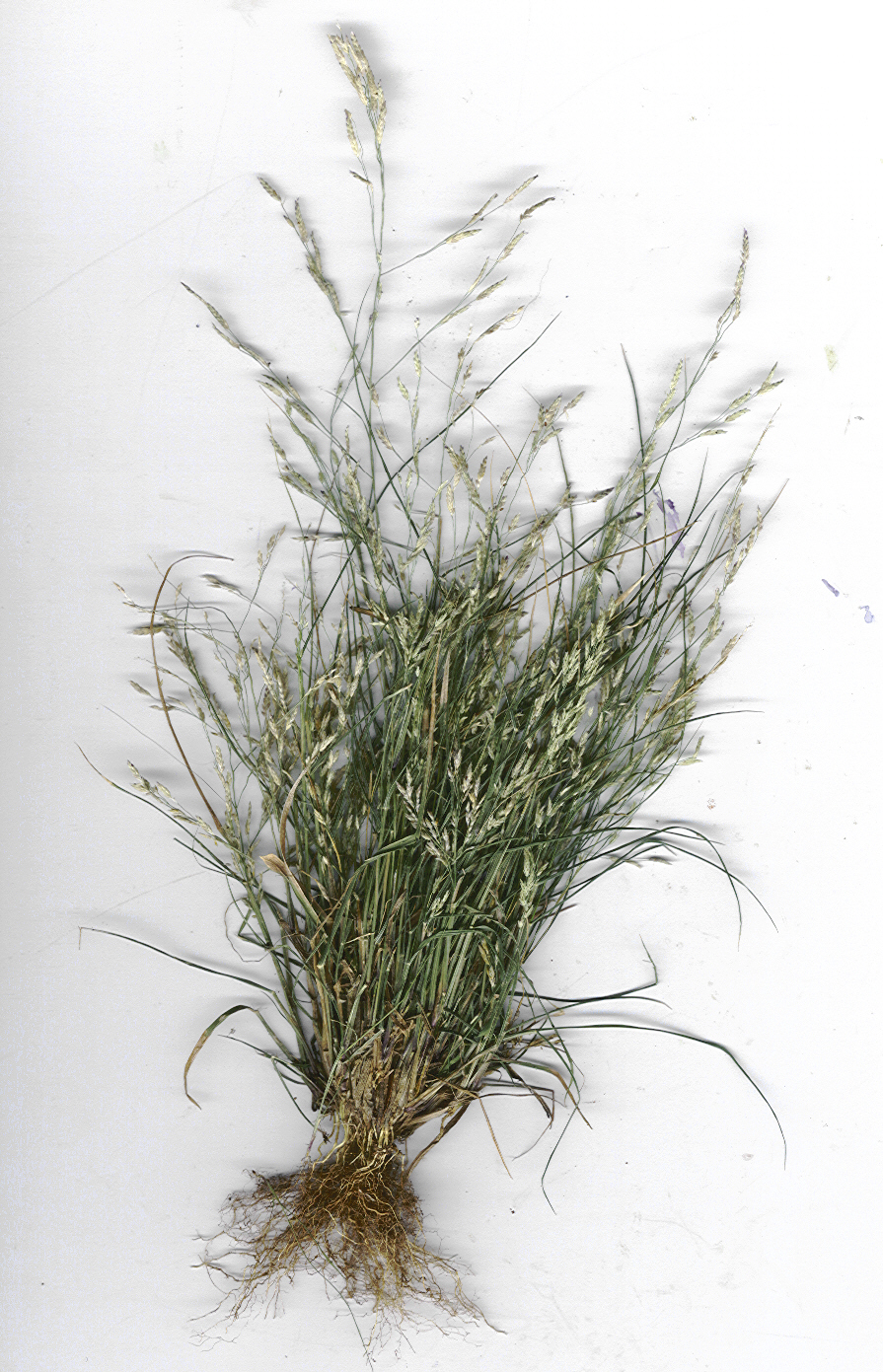
Eragrostis pectinacea.

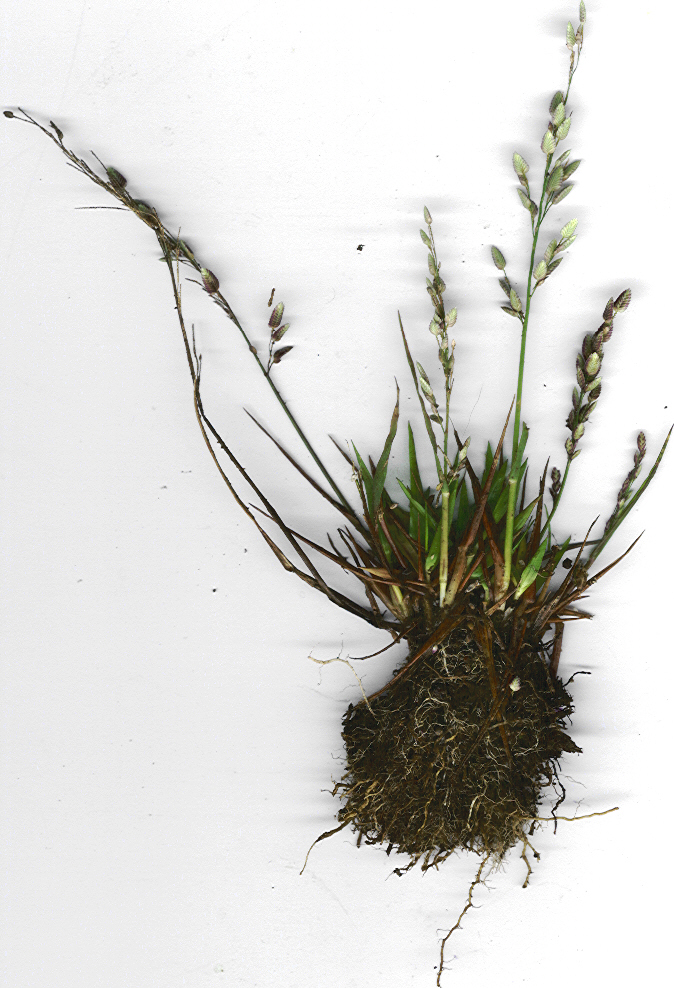
Eragrostis unioloides.

Eragrostis Wolf é um género botânico pertencente à família Poaceae, subfamília Chloridoideae, tribo Eragrostideae.
O gênero apresenta aproximadamente 840 espécies. Ocorrem na Europa, África, Ásia, Australásia, Pacífico, América do Norte e América do Sul.

## Sinônimos
| - Acamptoclados Nash - Boriskellera Terechov - Diandrochloa De Winter - Erochloe Raf. | - Erosion Lunell (SUS) - Exagrostis Steud. (SUI) - Macroblepharus Phil. |

## Principais espécies
- Eragrostis amabilis Kuntze
- Eragrostis ancashensis P. M. Peterson, Refulio et Tovar
- Eragrostis attentuta Hitchc.
- Eragrostis bahamensis Hitchc.
- Eragrostis barbata Trin.
- Eragrostis barrelieri Daveau
- Eragrostis boliviensis Jedwabn.
- Eragrostis brachypodon Hack.
- Eragrostis caesia Ekman et Mansf.
- Eragrostis calotheca Trin.
- Eragrostis capillacea Jedwabn.
- Eragrostis caudata E. Fourn.
- Eragrostis cilianensis (All.) F. T. Hubbard
- Eragrostis ciliaris (L.) Link
- Eragrostis ciliaris (L.) R. Br.
- Eragrostis cubensis Hitchc.
- Eragrostis cumingii Steud.
- Eragrostis curvula Nees
- Eragrostis deflexa Hitchc.
- Eragrostis diversiflora Vasey
- Eragrostis elatior Hack.
- Eragrostis erosa Scribn.
- Eragrostis excelsa Griseb.
- Eragrostis fendleriana Steud.
- Eragrostis floridana Hitchc.
- Eragrostis frankii C. A. Mey.
- Eragrostis hapalantha Trin.
- Eragrostis hosokai O. Deg.
- Eragrostis leptantha Trin.
- Eragrostis leptophylla Hitchc.
- Eragrostis lukwangulensis Pilg.
- Eragrostis macropoda Pilg.
- Eragrostis minor Host
- Eragrostis neomexicana Vasey
- Eragrostis nigra Nees
- Eragrostis niihauensis Whitney
- Eragrostis orcuttiana Vasey
- Eragrostis orthoclada Hack.
- Eragrostis pallida Vasey
- Eragrostis palmeri S. Watson
- Eragrostis pectinacea
- Eragrostis perlaxa Keng
- Eragrostis pilifera Scheele
- Eragrostis pilosa (L.) P. Beauv.
- Eragrostis plumbea Scribn.
- Eragrostis psammodes Trin.
- Eragrostis pusillus Scribn.
- Eragrostis reflexa Hack.
- Eragrostis reptans Nees
- Eragrostis rojasii Hack.
- Eragrostis simplex Scribn.
- Eragrostis tef Zucc. Trotter
- Eragrostis tracyi Hitchc.
- Eragrostis unionis Steud.
- Eragrostis variabilis Gaudich.
- Eragrostis whitneyi Fosberg
- «PPP-Index Lista completa»